# Ritratto di dama (Bronzino Napoli)
Il Ritratto di dama è un dipinto a olio su tavola (68×49 cm) attribuito ad Agnolo Bronzino, databile tra il 1550 e il 1560 e conservato nel Museo nazionale di Capodimonte a Napoli.

## Storia e descrizione
Il dipinto è segnalato per la prima volta nel 1653 entro le raccolte di palazzo Farnese a Roma, priva della specifica sull'autore. Successivamente rientra in quel gruppo di opere che dalla capitale pontificia si sposta nelle dimore farnesiane di Parma, dov'è registrato nel 1697. Nel 1734 con l'ascesa al trono di Napoli da parte di Carlo di Borbone, primo figlio maschio di Elisabetta Farnese, ultima discendente del casato, il dipinto assieme a gran parte della collezione Farnese trasla nella città partenopea.
Col passaggio della tavola a Napoli, la titolarità della medesima viene dapprima spostata alla scuola di Leonardo, nel 1799, e poi a partire dal 1832 ricondotta più propriamente ad Agnolo Bronzino o alla sua cerchia. Caduto nell'oblio, causa anche il cattivo stato di conservazione in cui versava, il dipinto rientrò tra quelli donati in sottoconsegna per gli edifici di rappresentanza dello Stato italiano, venendo collocato dal 1929 al 1994 negli uffici del Senato della Repubblica italiana a Roma.
Lo stile del ritratto, particolarmente dettagliato e curato nei minimi particolari e nelle stoffe che indossa la donna, portano la critica a orientarsi verso una tradizionale attribuzione al Bronzino e alla sua cerchia. Tuttavia questa non è tutta unanime nel riconoscere tale attribuzione dell'opera, né trova uniformità nella collocazione cronologica del dipinto: infatti, una parte ritiene che il ritratto appartiene agli anni giovanili del Bronzino, tra il 1525 e il 1530, quando questi era collaboratore di Pontormo, un'altra parte ritiene che invece l'opera sia databile tra il 1550 e il 1560, in piena fase matura dell'artista, secondo un'altra parte ancora l'opera apparterrebbe a Pontormo in persona, mentre per Ferdinando Bologna sarebbe invece di mano di Domenico Puligo.
La donna è raffigurata con abiti tipici della Firenze del Cinquecento, ripresa a mezzo busto con sguardo rivolto verso lo spettatore e con un libro aperto tenuto nella mano destra. Le maniche che si all'ungano dalle spalline sbuffanti sono ricche di elementi decorativi; sulla scollatura si nota il ricamo della camicia che fuoriesce con un fiore applicato sulla medesima. Ulteriori elementi di dettaglio si riscontrano nella vita, dov'è una cintura di stoffa, sul collo dov'è una collana di perle, che testimonia lo stato sociale ed economico agevole in cui versava la persona raffigurata, e sul capo, dov'è un prezioso fermaglio che regge la cuffia a rete intrecciata sull'acconciatura anulare dei capelli della dama, tipica delle moda del Quattrocento e della prima metà del Cinquecento.